# Ximena de Barcelona i Díaz de Vivar
Ximena d'Osona (1095 - ?) fou comtessa d'Osona (1107-1111), comtessa consort de Besalú (1107-1111) i comtessa consort de Foix (1124-1148).

## Orígens familiars
Fou la primera filla del comte de Barcelona Ramon Berenguer III i la seva primera muller, Maria Díaz de Vivar, filla al seu torn de Rodrigo Díaz de Vivar.

## Núpcies i descendents
Es casà l'1 d'octubre de 1107 amb Bernat III de Besalú. En no tenir descendència i en virtut de tractats anteriors els comtats de Besalú i de Ripoll foren incorporats al Comtat de Barcelona.
Ximena es casà de nou el 1117 amb Roger III de Foix, amb qui tingué:
- l'infant Roger Bernat I el Gras (v1130-1188), comte de Foix, i governador de Provença
- la infanta Brandimena de Foix (v1142-?), casada amb Guillem d'lion, vescomte de Salt
- la infanta Dolça de Foix (v1143-v1209), casada vers el 1157 amb Ermengol VII comte d'Urgell